# Gorenje Jesenice
Gorenje Jesenice je naselje v Občini Šentrupert.